# Borovnica (Cyanococcus)
Borovnica (znanstveno ime Cyanococcus) so cvetoče rastline iz rodu Vaccinium. Vrste so avtohtone le za Severno Ameriko. So grmičevje različnih velikosti, visoke od 10 cm do 4 m; manjše vrste so znane kot "lowbush" (nizkogrmičaste) borovnice (pojavlja pa se tudi sinonim "divje"), večje vrste pa kot "highbush" (visokogrmičaste) borovnice. Listi so lahko bodisi listopadni ali zimzeleni, ovalnih do podolgovatih oblik, dolgi 1–8 cm in 0,5-3,5 cm široki. Cvetovi so zvonaste oblike, beli, bledo rožnati ali rdeče barve, včasih zelenkasti.
Plod je »false berry«, s premerom 5–16 mm s krono na koncu; najprej so bledo zelenkasti, nato rdečkasto-vijolični in nazadnje postanejo indigo barve. Ko so zreli, imajo sladek okus in so nekoliko kiselkasti. Borovnice po navadi zorijo od maja do junija, vrhunec sezone pa je v juliju, ki je tudi nacionalni mesec borovnic v Združenih Državah Amerike in v Nemčiji.
V začetku leta 2005 so borovnice uvrstili v kategorijo »funkcionalne hrane«, imenovano »super sadje«. Borovnice imajo namreč ugodno kombinacijo hranil in antioksidantov, kar je bilo dokazano s pojavljajočimi se raziskavami, in se odlikujejo po vsestranskosti za izdelavo priljubljenih potrošniških izdelkov (marmelade, želeji itd.) .

## Izvor
Borovnice se trenutno uvrščajo v skupino Cyanococcus iz rodu Vaccinium. Kar nekaj drugih rastlin rodu Vaccinium ima prav tako modre jagode, ki jih včasih zamenjamo z borovnicami, predvsem Vaccinium myrtillus. 
Čeprav borovnice izvirajo iz Severne Amerike, jih danes vzgajajo tudi na južni polobli, v Avstraliji, Novi Zelandiji in južnoameriških državah , in so od tam dobavljene prek zračnih poti kot svež proizvod na trge po vsem svetu.

## Vrste
| - Vaccinium angustifolium (»Lowbush« borovnica) - Vaccinium boreale (severna borovnica) - Vaccinium caesariense (New Jersey borovnica) - Vaccinium corymbosum (severna »Highbush« borovnica) - Vaccinium darrowii (južna »Highbush« borovnica) - Vaccinium elliottii (Elliott borovnica) - Vaccinium formosum (južna borovnica) | - Vaccinium fuscatum (črna »Highbush« borovnica; syn. V. atrococcum) - Vaccinium hirsutum (»Hairy-fruited« borovnica) - Vaccinium myrtilloides (kanadska borovnica) - Vaccinium pallidum (Dryland borovnica) - Vaccinium simulatum (»Upland Highbush« borovnica) - Vaccinium tenellum (južna borovnica) - Vaccinium virgatum (»Rabbiteye« borovnica; syn. V. ashei) |

Še nekatere druge vrste z modrimi plodovi iz rodu Vaccinium:
- Vaccinium koreanum
- Vaccinium myrsinites (»Evergreen« borovnica)
- Vaccinium myrtillus (Bilberry)

## Identifikacija
Divje borovnice (Cyanococcus iz rodu Vaccinium) so naravno prisotne samo v vzhodni in severnocentralni Severni Ameriki. Ostale vrste iz rodu Vaccinium, domorodne na drugih delih sveta, vključno z zahodno Severno Ameriko, Evropo in Azijo, vključujejo divje grmičevje, ki proizvaja podobne, užitne jagode. To so »huckleberries«, brusnice, »bilberries« in »cowberries«. Te vrste so včasih imenovane kar preprosto borovnice in se prodajajo kot borovničeva marmelada ali drugi izdelki.
Imena za grmičevja z modrimi jagodami se v nekaterih jezikih pogosto glasijo kar "borovnice", na primer škotske »Blaeberry« in norveške »Blåbær«, čeprav jagode lahko spadajo pod druge vrste. Na primer, Blåbær in francoska beseda myrtilles se po navadi nanašajo na evropske avtohtone borovnice, medtem ko se bleuets nanaša na severnoameriške borovnice.
Poleg lokacije izvora se borovnice lahko ločijo od »bilberries«, če jih razrežemo na pol. Prerezane borovnice imajo belo ali zelenkasto meso, medtem ko je meso »bilberries« in »huckleberries« obarvano vijolično.

## Pridelava
Borovnice lahko vzgajamo ali pa jih obiramo na poldivjih ali divjih grmih. V Severni Ameriki je najpogostejša gojena vrsta V. corymbosum, severna »highbush« borovnica. Hibridi te vrste borovnice z drugimi vrstami Vaccinium so se prilagodile podnebju juga ZDA in so znane pod imeno južne »highbush« borovnice. 
Tako imenovane divje (»lowbush«) borovnice, ki so manjše od gojenih borovnic, so cenjene zaradi svoje intenzivne barve. Divjo vrsto borovnic, V. angustifolium, najdemo med provincami ob Atlantiku proti zahodu do province Quebec južno do Michigana in Zahodne Virginije. Na nekaterih od teh področij je ta vrsta borovnic glavna rastlinska vrsta in pokriva praktično celotno površino ozemlja. Mnoge indijanske skupnosti v Ontariu sodelujejo pri nabiranju divjih borovnic. Divje vrste borovnic so dokaj odporne na požare in proizvodnja borovnic se pogosto zelo poveča po gozdnem požaru, saj se rastline po požaru zelo hitro regenerirajo, koristi pa jim tudi odstranitev ostale vegetacije. To se se spretno uporablja pri proizvodnji borovnic, saj grmovja niso ne posajena, ne genetsko manipulirana, so le požgana več kot enkrat na dve leti. Na ta način se tudi znebijo raznih škodljivcev.
»Rabbiteye« borovnica (V. virgatum sin. V. ashei) je južna vrsta borovnic, ki se goji vse od Južne ter Severne Karoline do držav ob Mehiškem zalivu. 
Druge pomembne vrste v Severni Ameriki so V. pallidum, »Hillside« ali »Dryland« borovnice. Te so avtohtone na vzhodu ZDA ter pogoste v Apalačih in v Piemontu na jugovzhodu države. »Sparkleberry«, V. arboreum, je skupina prosto živečih vrst na peščenih tleh v jugovzhodni ZDA. Njeni plodovi so pomembni za prosto živeče živali in čebelarje.

## Pridelovalna področja
Večina proizvodnje »highbush« borovnic je v Britanski Kolumbiji, Michiganu, New Jerseyu, Severni Karolini, Oregonu in Washingtonu. Proizvodnja južnih »highbush« borovnic zelo narašča v južni Kaliforniji. Te borovnice se sedaj gojijo tudi v sredozemskih regijah Evrope, na južni polobli in na Kitajskem.

### Združene države Amerike
Maine proizvede 25% vseh »lowbush« borovnic v Severni Ameriki in je največji proizvajalec na svetu. Mainovih 24.291 hektarjev borovnic je bilo razmnoženih iz avtohtonih rastlin, ki se pojavljajo v naravi tamkajšnjih obalnih gozdov. Tamkajšnja pridelava zahteva približno 50.000 čebeljih panjev za opraševanje, ki so dostavljeni iz drugih zveznih držav ZDA. Številni kraji v Mainu se imajo za prestolnico borovnic, obstaja pa tudi mnogo festivalov posvečenih borovnicam. Divja borovnica je uradno sadje Maina in je poleg jastoga simbol te zvezne države ZDA. Čeprav je Maine vodilna zvezna država v proizvodnji divjih borovnic, je Michigan vodilna zvezna država v proizvodnji »highbush« borovnic. Zelo veliko borovnic pa je gojenih tudi v južnih zveznih državah: Floridi, Georgiji in Severni Karolini.

### Kanada
Kanadski izvoz borovnice v letu 2007 je znašal 323 milijonov dolarjev, kar je največji pridelek med vsemi vrstami sadja, ki jih proizvaja ta država. Površine za pridelavo borovnic zasedajo več kot polovico vseh kanadskih površin, namenjenih pridelavi sadja. Med najbolj produktivnimi rastočimi regijami na svetu je Britanska Kolumbija največji kanadski proizvajalec »highbush« borovnic, saj je zaslužek v letu 2004 znašal 63 milijonov funtov (29 milijonov kg) in več kot 100 milijonov evrov prihodkov v letu 2008.
Quebec proizvaja veliko količino divje borovnice, zlasti v regijah Saguenay-Lac-Saint-Jean (kjer je priljubljeno ime za prebivalce te regije Bleuets ali borovnice) in Côte-Nord, ki skupaj zagotavljajo 40% Quebecove celotne pokrajinske proizvodnje. Deloma zaradi upada pogostosti in intenzivnosti spomladanskih pozeb Quebecova proizvodnja sedaj predstavlja resno konkurenco Mainu pri proizvodnji divjih borovnic (27 milijonov kg v letu 2008) , kar posledično ustvarja čezmejne napetosti glede določanja cene in regionalnih trgov.
Nova Škotska, največji proizvajalec divje borovnice v Kanadi, ima borovnice za svojo uradno pokrajinsko jagodo. Mesto Oxford je znano kot prestolnica divje borovnice v Kanadi. Tudi Novi Brunswick in Otok princa Edvarda sta atlantski pokrajini s številčno proizvodnjo divjih borovnic. 
Atlantska Kanada prispeva približno polovico celotne Severno Ameriške letne proizvodnje, ki znaša 68 milijonov kg divje borovnice (tri-kratno povečanje od leta 1980). Take dobičke so omogočile izboljšave na področju upravljanja kmetovanja, vključno z boljšim nadzorom rasti plevela, upravljanjem plodnosti in namakalnih metod, povečano uporabo čebel za opraševanje in uporabo mehanskih kombajnov.

### Evropa
»Highbush« borovnice so bile prvič uvedene v Nemčijo in na Nizozemsko v tridesetih letih dvajsetega stoletja ter so se od tam razširile na Poljsko, v Italijo, na Madžarsko in v druge države Evrope (Nauman, 1993).
Mnogi pridelovalci v Franciji, Avstriji in Italiji so spoznali, da je zaslužek za pridelavo »highbush« borovnic zelo dober in da je možen zelo velik gospodarski dobiček. Tudi v Belgiji in na Norveškem je bilo izvedenih nekaj zelo obetavnih poskusov s posebnimi metodami gojenja borovnic in le-ti so dali določene komercialne proizvodne uspehe. ... Razen v Združenem kraljestvu, na Irskem in v Španiji se industrija borovnic razvija v vseh regijah Evrope, če je le možna glede na podnebne pogoje ... (Nauman, 1993). 
Severovzhodni del Turčije je eden od glavnih izvorih področij Kavkazijske borovnice (Vaccinium Arctostaphylos) in še dveh drugih vrst, Vaccinium myrtillus ter Vaccinium uliginosum. Na tem področju so borovnice znane pod različnimi imeni, npr. likapa, ligarba, kaskanaka, çela, morsvi, lifos, çalı çileği, ayı üzümü, çoban üzümü in tako naprej. Ta regija med Artvinom pa vse do Kırklarelija ima deževna, vlažna obdobja ter kiselkasto prst, kar je za borovnice zelo primerno (Celik, 2005, 2006 in 2007). Borovnice tamkajšnjo prebivalstvo je kot žele, posušene ali sveže sadje (Celik, 2005). 
Pridelovanje »highbush« borovnic se je sicer v tej regiji začelo šele leta 2000. Prve nasade je postavil Osman Nuri Yildiz pod nadzorom Dr. Huseyina Celika.

### Južna polobla
Na južni polobli so glavne izvoznice borovnic Čile, Argentina, Urugvaj, Južna Afrika, Nova Zelandija in Avstralija. 
Borovnice so bile prvič uvedene v Avstralijo v petdesetih letih 20. stoletja, vendar so bila prizadevanja neuspešna. V začetku sedemdesetih je David Jones iz Viktorijanskega oddelka za kmetijstvo uvozil semena iz ZDA, s čimer se je začel proces selekcije. To delo je nadaljeval Ridley Bell, ki je uvozil več ameriških sort. V sredini 1970-ih je bila ustanovljena »Australian Blueberry Growers Association« (ABGA). 
V zgodnjih 1980-ih se je borovničeva industrija začela na Novi Zelandiji in še vedno raste. (BNZ, n.d)
Proizvodnja borovnic je tudi v Južni Afriki, ki izvaža borovnice v Evropo.

Argentinska proizvodnja borovnic se je razširila na treh različnih regijah: provinci Entre Rios na severovzhodu Argentine, provinci Buenos Aires, v bližini glavnega mesta države, Buenos Airesu in v Južnih Patagonski dolinah, glede na poročilo.

Gain, 2005
Industrija je v Argentini zelo nova: "Argentinska proizvodnja borovnic se je povečala v zadnjih treh letih z zasajenimi površinami za 400 odstotkov," glede na poročilo Ministrstva ZDA za kmetijstvo za leto 2005. Vendar pa je treba dodati, da gre tako veliko povečanje na račun samo 400ih hektarjev borovnic, zasajenih v letu 2001 (medtem, ko jih je leta 2004 bilo že 1600). Industrija je v tej državi nova in kmetje se še vedno učijo poslovanja z njo.
Čile je največji proizvajalec v Južni Ameriki in največji izvoznik na severno poloblo, z ocenjeno površino 6800 hektarjev (v letu 2007). Uvedba prvih rastlin se je začela v zgodnjih 1980-ih, proizvodnja pa v poznih 80. letih v južnih delih države. Danes sega proizvodnja od Copiapoja na severu do Puerto Montta na jugu, kar omogoča državi ponudbo borovnice vse od oktobra do konca marca. Glavno območje proizvodnje je danes regija Bio Bio. Proizvodnja se je v zadnjem desetletju hitro razvijala, borovnice pa so postale 4. najpomembnejše sadje, ki ga Čile izvaža. Sveže borovnice se izvažajo predvsem v Severno Ameriko (80%), sledi Evropa (18%). Informacija iz Fruit Export Association pravi, da je Čile izvozil že v letu 2007 več kot 21 tisoč MT svežih borovnice in več kot 1000 MT zamrznjenih proizvodov. Večina proizvodnje je tipa »highbush«, vendar pa v državi raste tudi precej »rabbiteye« borovnic. Informacije iz »Chile Fruit Producers Federation« in njihov komite za borovnice navajajo, da obstaja več kot 800 proizvajalcev borovnic, vsak s površino od 50 do 200 hektarov.

## Sezona rasti
Proizvodnja borovnic se v Severni Ameriki po navadi začne sredi maja (na Floridi) in konča v septembru v Oregonu, Washingtonu in Kanadi. (Gaskell, 2006).
Viri navajajo različna obdobja rastnih sezon na južni polobli. Glede na University of California Extension Service, Čile, Nove Zelandija in Argentina začnejo z obiranjem pridelka v pozimi in še do sredine marca. "Kot posledica, borovnice dosežejo letni vrh cene v sredini aprila." (Gaskell, 2006) 
V Čilu, na Kmetiji San Jose, ki pravi, da (glede na svojo spletno stran) je ena od najstarejših proizvajalk borovnic v državi (začeli so v začetku leta 1990), trdijo, da se njegova žetev začne v novembru in se nadaljuje še preko marca. (San Jose, n.d.)
Po podatkih Ministrstva ZDA za kmetijstvo borovnice v Argentini rastejo aprila in maja.

## Uporaba
Borovnice se prodajajo sveže ali predelane (individually quick frozen – IQF), kot kaše, sok ali sušene. Uporabljajo se za pripravo raznih proizvodov, npr. za želeje, marmelade, pite, kolačke, prigrizke in müslije.
Če želite zamrzniti sveže obrane borovnice, jih položite v enem sloju v zamrzovalnik. Ko so zamrznjene, jih zapakirajte v posode za zamrzovanje. Najbolje je, da se jih pred uporabo spere, nikakor pa ne pred zamrznitvijo.
Borovničeva marmelada je izdelana iz borovnic, sladkorja, vode in sadnega pektina.

## Hranila in fitokemikalije
Borovnice vsebujejo različna mikrohranila, s precej visoko stopnjo mangana, vitamina B6, vitamina C, vitamina K in vlaknin (preglednica). Vsebujejo relativno nizke količine glikemičnega loada.
Zlasti prosto živeče vrste borovnic vsebujejo antociane ter še nekatere druge antioksidativne pigmente ter fitokemikalije, ki imajo morebiti vlogo pri zmanjševanju tveganja za nekatere bolezni,, vključno z vnetjem in različnimi vrstami raka.

## Potencialni zdravilni učinki
Raziskovalci so dokazali, da antociani, proantocianidi, resveratrol, flavonoli in tanini v borovnicah zavirajo mehanizme razvoja rakavih celic in vnetja pri in vitro poiskusih. 
Tako kot rdeče grozdje, tudi nekatere vrste borovnic vsebujejo v svoji koži pomembne ravni resveratrola, ki je fitokemikalija.
Večina študij je bila sicer izvedenih na »highbush« vrsti borovnice (Vaccinium corymbosum), vsebnost polifenolnih antioksidantov in antocianov pa je v »lowbush« (divje) borovnicah (Vaccinium angustifolium) še večja.
Na simpoziju leta 2007 o koristi jagodičevja za zdravje, so bila objavljena poročila, ki trdijo, da borovnice (in podobno jagodičevje, vključno z brusnicami) lahko ublažijo kognitivni padec, ki se pojavlja pri Alzheimerjevi bolezni, in druge posledice staranja.
Hranjenje živali z borovnicami je znižalo poškodbe možganov pri raziskavah kapi. Raziskava na Rutgers  je pokazala tudi, da borovnice lahko pomagajo preprečiti infekcije urinarnega trakta. 
Pri drugih živalskih študijah je bilo ugotovljeno, da borovnice znižajo holesterol in ravni lipidov v krvi, ki verjetno vplivajo na simptome bolezni srca. Dodatna raziskava je pokazala, da uživanje borovnic pri podganah spremenijo glikoaminoglikane. To so žilne celične komponente, ki vplivajo na nadzor krvnega tlaka.